# Linea Nankai Kada
La  Linea Nankai Kada (南海加太線?, Nankai Kada-sen) è una linea ferroviaria  delle Ferrovie Nankai di interesse locale all'interno della città di Wakayama nell'omonima prefettura in Giappone. Sebbene il termine ufficiale della linea sia presso la stazione di Kinokawa, tutti i treni proseguono fino alla stazione di Wakayamashi sulla linea principale Nankai. La ferrovia è utilizzata soprattutto dai lavoratori delle vicine fabbriche.

## Stazioni
| Linea principale Nankai |     |                              |          |
| Wakayamashi 和歌山市    | 2.6 | Linea Wakayamakō Linea Kisei | Wakayama |
| Linea Kada              |     |                              |          |
| Kinokawa 紀ノ川         | 0.0 | Linea principale Nankai      | Wakayama |
| Higashi-Matsue 東松江   | 2.6 |                              | Wakayama |
| Nakamatsue 中松江       | 3.3 |                              | Wakayama |
| Hachimanmae 八幡前      | 4.4 |                              | Wakayama |
| Nishinoshō 西ノ庄       | 5.5 |                              | Wakayama |
| Nirigahama 二里ヶ浜     | 6.2 |                              | Wakayama |
| Isonoura 磯ノ浦         | 7.1 |                              | Wakayama |
| Kada 加太               | 9.6 |                              | Wakayama |